# Ricardo de Pascual
Ricardo de Pascual (Cidade do México, 21 de agosto de 1940), é um ator e comediante mexicano de trajetória proeminente no cinema, teatro e televisão, é conhecido por seus interesses em papéis coadjuvantes nos programas Chespirito; ser ator recorrente do início ao fim das transmissões desses programas. Também é reconhecido por suas atuações em séries e novelas da Televisa.

## Biografia
Iniciou sua carreira artística em 1972 como coadjuvante nos programas Chespirito, destacando-se na série de comédia Chaves com personagens como Hurtado e Calvillo.
Após a participação nos programas da Chespirito, destacou-se principalmente no seriado cômico.
Em 1987 estreou-se nos melodramas com participações marcantes em produções como Senda de gloria, El privilegio de amar, Locura de amor, Camaleones, entre outras.
Ao longo de sua carreira, Pascual combinou televisão com cinema e teatro.